# Quercus asymmetrica
Quercus asymmetrica — вид рослин з родини букових (Fagaceae), поширений у північному В'єтнамі й у Китаї.

## Опис
Це невелике вічнозелене дерево виростає приблизно до 15 метрів у висоту. Гілочки сіро-коричневі, голі на другий рік. Листки дуже товсті, шкірясті, яйцюваті або яйцювато-ланцетні, 15–20 × 5–8 см; загострюються на верхівці; основа асиметрична, округла; край на 2/3 грубозубий; обидві сторони голі; верх яскравий; низ тьмяний; ніжка листка товста, гладка, завдовжки 2 см. Жолуді по кілька на ніжці довжиною 1–2 см, сплющені, у діаметрі 2.3 см, заввишки 1.8 см; чашечка охоплює 1/3 горіха, у діаметрі 2.5 см; дозрівають на другий рік.

## Середовище проживання
Вид поширений у північному В'єтнамі й у Китаї (Гуандун, Гуансі, Цзянсі, Хайнань); на висотах 400–1000 метрів. Населяє вологі широколистяні ліси.